# Лукомский, Степан Васильевич
Степа́н (Стефа́н) Васи́льевич Луко́мский (1701, Умань, Речь Посполитая — не позднее 1779) — украинский  историк-хронист, переводчик и юрист казацкого происхождения. Отставной полковой обозный.

## Биография

### Происхождение
Происходил из малоросской казацкой старшины. Сын служивого казака Василия (родом из Полтавы) и Евдокии (урождённой Дубской из Переяслава) Лукомских. Дед ― Иван Лукомский, уроженец местечка Лукомье.

### Образование
С 1712 года учился в Киевских латинских школах. В стремлении получить образование более уже полученного, Лукомский в 1722 году решил отправиться в западноевропейские страны, но по болезни вынужден был остановиться в Польше и продолжить учёбу там. Однако ввиду притеснения в Речи Посполитой православного населения и, как писал сам Лукомский, ― «что я малороссиянин, нe могл тамо долее учения своего иметь», вынужден был, не окончив его, в 1726 году вернуться в Киев, где обучался богословию в Киевской академии. С 1730 года Лукомский был домашним учителем сына генерального обозного Якова Лизогуба ― Григория.

### Военная служба
В начале января 1731 года Лукомский поступил на военную службу и был определён в число канцеляристов Генеральной войсковой канцелярии. Затем стал помощником генерального писаря Григория Юркевича, а 14 марта 1733 года указом гетмана Войска Запорожского Даниила Апостола был назначен старшим войсковым канцеляристом, но по решению Военной коллегии от 27 августа того же года Лукомский, как уроженец «из заграницы Польской», принятый на службу без обязательств и присяги на верность, был отчислен из Генеральной войсковой канцелярии. Однако уже на третий день Лукомский предоставил в Генеральную канцелярию автобиографическую справку («сказку»), в которой указывал на то, что он четырежды присягал на верность Е. И. В. (Петру I ― в 1718, Екатерине I ― в 1727, Петру II ― в 1730 и Анне Иоанновне ― в 1732 годах), о чём имеются свидетели, а также, на сколько знал, свою родословную, отмечая свою малороссийскую принадлежность, и 11 сентября 1734 года по указу Сената вновь был восстановлен на службу и приведён к Военной присяге.
По возвращении на службу Лукомский состоял в комиссии Генерального комиссариатского расчёта, при этом «отправлял дела в той Комиссии прилежно и тщательно». 21 апреля 1735 года был назначен исполняющим обязанности Прилуцкого полкового сотника, а 3 февраля 1737 года из кандидатов был утверждён в той должности. В то же время Лукомский был определён и членом учреждённой императрицей Анной Иоанновной «комиссии для перевода и свода книг правных», по которым судился «малорусский народ». Также выполнял секретные правительственные поручения. Во время Русско-турецкой войны 1735—1739 годов Лукомский участвовал в Приднестровском и Хотинском военных походах.
6 июля 1747 года Прилуцким полковым сотником был назначен войсковой канцелярист Андрей Гуленко, а Лукомского велено было «повысить в другой чин». Известно, что в 1748—1749 годах Лукомский ездил в Санкт-Петербург и Москву. 14 марта 1750 года он был повышен «чином полкового судейства на первой вакансии …к присудствию в Генеральном Войсковом Суде в числе трёх малороссийских членов». 11 сентября 1751 года по его же просьбе был назначен сотником в Яготинскую сотню Переяславского полка Войска Запорожского, а 12 декабря 1757 года ― сотником, отделённой по его же просьбе от Прилуцкой полковой, Переволочанской сотни.
9 октября 1763 года, будучи судьёй вакансовым и сотником Переволочанским, Лукомский был уволен со службы чином полкового обозного и поселился в Прилуках.

### Литературная и историческая деятельность
Свою литературную историческую деятельность Лукомский начал с переводов польских историков (позже переводил и с латыни). Будучи отставным полковым обозным, этим он по сути занимал свой досуг, как говорил сам Лукомский «не желая напрасно и безделно времени терять, но чтоб какую-нибудь прислугу обществу делать». Самостоятельные его работы представляют собой компиляцию ряда известных историков XVII―XVIII веков. Дополнения к ним сведений из малороссийских летописей имеют и научно-историческую ценность, но в целом его работы всё-таки представляют более библиографический интерес.
Ещё состоя в чине сотника, Лукомский в 1738 году перевёл «Продолжение военного дневника» (пол. «Kontynuacya dyaryusza wojennego») польского хрониста Симона Окольского о подавлении в 1638 году польскими войсками крестьянско-казацкого восстания под руководством гетманом Яцко Острянина и Дмитрия Гуни. Также, на основе безымянных казацких летописей, Лукомский дополнил тот перевод сведениями о событиях на Украине с 1639 по 1648 годы. Позже Лукомский также перевёл «Записки» польского историка Матвея Титловского о походах турецкого султана Османа II против Польши в 1620—1621 годах, при этом также дополнив их безымянными казацкими летописями.
Те первые два перевода, по замыслу Лукомского, должны были служить как бы введением к, также переведённой им, исторической поэме Самуила Твардовского «Гражданская война» (пол. «Wojna Domowa»), охватывавшую период освободительных войн Богдана Хмельницкого.
В 1770 году Лукомский на основании сочинений польского историка XVI века Александра Гваньини и «старых русских верных летописей» составил хронологический сборник «Собрание историческое», в котором содержится перечень всех важных событий на Малой Руси охватывавший период с 1299 по 1599 годы.
Также перу Лукомского принадлежит перевод книги еврейского историка и полководца I века Иосифа Флавия «Иудейская война».

### Смерть
Точная дата смерти Лукомского неизвестна. Известно лишь то, что он умер в 1770-х годах в возрасте более 70 лет. В 1770 году он упоминается в источниках в связи с составленным им хронологическим сборником «Собрание историческое», проживая в Прилуках. В 1779 году его жена значится уже вдовой.

## Семья
Жена (имя неизвестно) ― дочь Нежинского полкового есаула Степана Костенецкого. Имели два сына и четыре дочери.
сыновья:
- Степан (1740 ― не позднее 1798) ― служил в войсковой канцелярии, с 1763 года ― переволочанский сотник (сменил отца), с 1871 ― бунчуковый товарищ, с 1784 ― земский прилуцкий исправник, в 1787 произведён в премьер-майоры, с 1788 ― прилуцкий уездный судья[20].
- Иван (1745 ― не ранее 1786) ― в 1767 году произведён в значковые товарищи, с того же года ― войсковой товарищ, с 1770 ― сотник журавский Прилуцкого полка, с 1781 ― бунчуковый товарищ, с 1783 ― коллежский асессор. По состоянию на 1786 год бездетен[20].